# Endecatomus dorsalis
Endecatomus dorsalis is een keversoort uit de familie Endecatomidae. De wetenschappelijke naam van de soort is voor het eerst geldig gepubliceerd in 1848 door Mellié.